# Zbečno
Zbečno (en allemand : Sbetschno) est une commune du district de Rakovník, dans la région de Bohême-Centrale, en République tchèque. Sa population s'élevait à 559 habitants en 2020.

## Géographie
Zbečno est arrosée par la Berounka et se trouve à 7,5 km au nord-ouest de Nižbor, à 15 km au sud-est de Rakovník et à 70 km à l'ouest-nord-ouest de Prague.
La commune est limitée par Městečko et Lány au nord, par Běleč et Sýkořice à l'est, par Račice au sud-est, par Roztoky au sud-ouest et par Křivoklát à l'ouest.

## Histoire
La première mention écrite de la localité date de 1003.

## Galerie

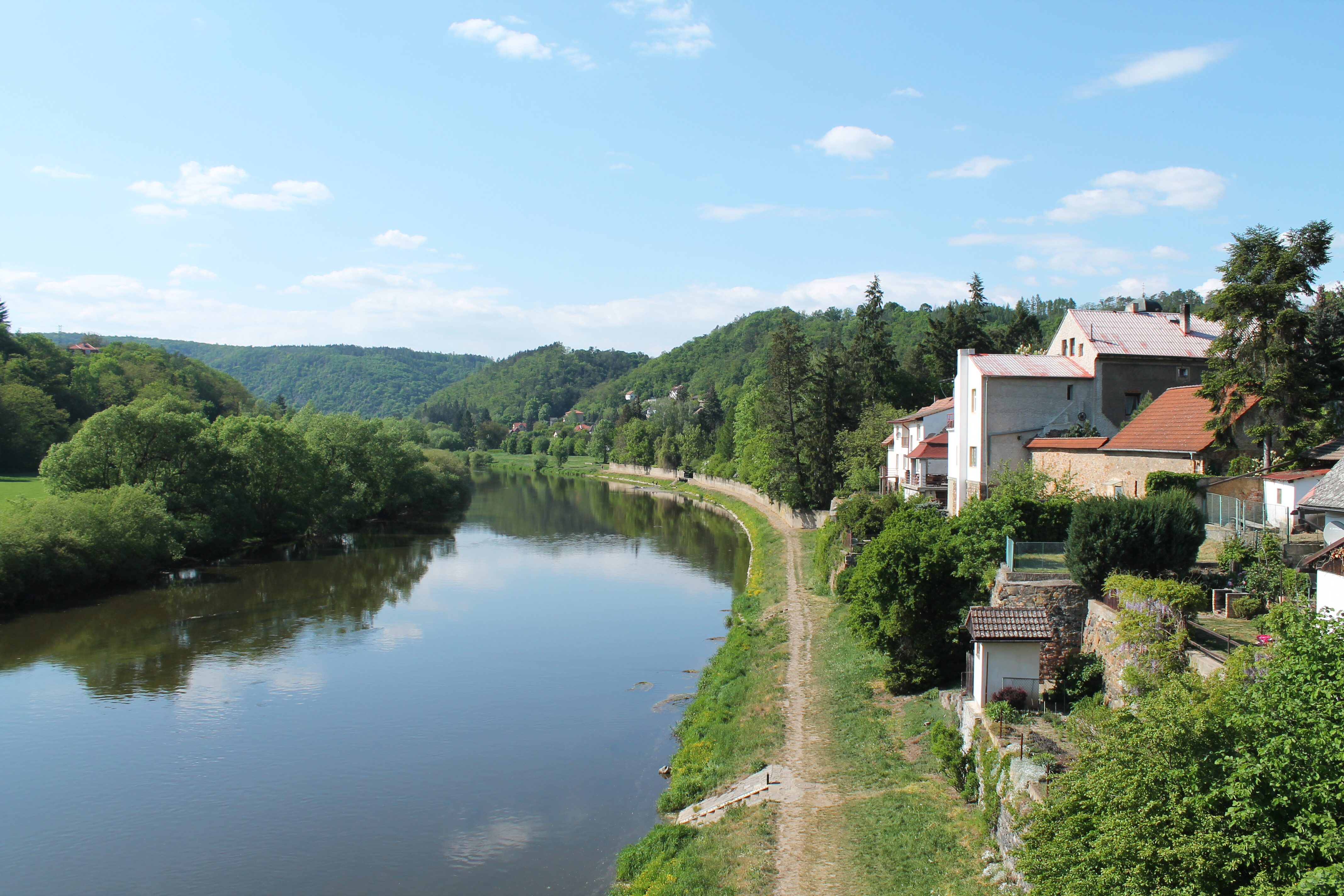
La Berounka à Zbečno.
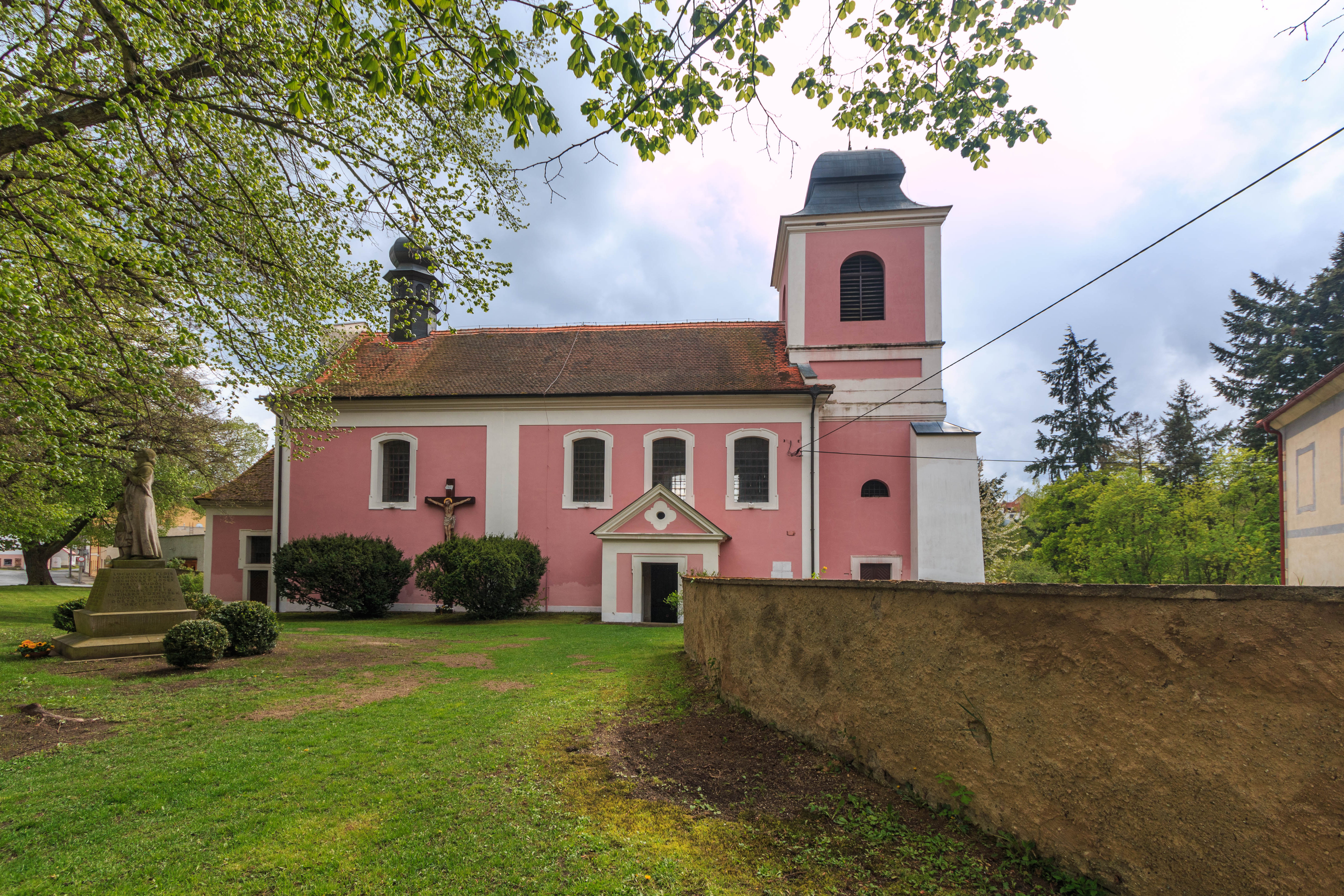
L'église Saint-Martin.

## Administration
La commune se compose de deux quartiers :
- Újezd nad Zbečnem
- Zbečno

## Transports
Par la route, Zbečno se trouve à 12,5 km de Nižbor, à 20 km de Rakovník et à 34 km du centre de Prague.